# Tratado de Alvor

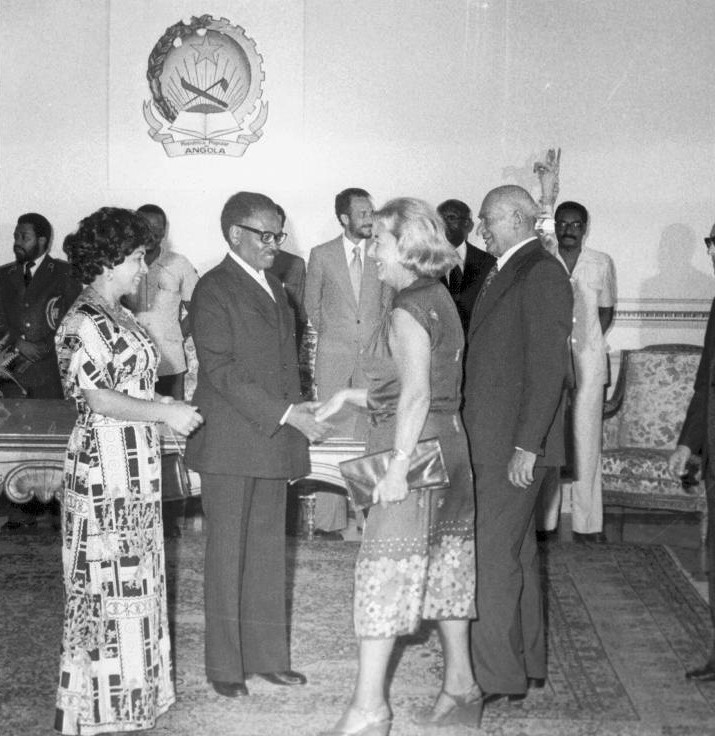
Fotografía que muestra al embajador de Polonia en Angola, Gral Roman Pazkowski y esposa estrechando su mano con el presidente de la República Popular de Angola, Agostinho Neto y su esposa. Año 1978, Luanda, Angola.

El Tratado de Alvor o Acuerdo de Alvor, firmado el 15 de enero de 1975 en Alvor, concedió la independencia de Portugal a Angola, efectiva desde el 11 de noviembre, finalizando la guerra de independencia de Angola y marcando el comienzo de la guerra civil de Angola.
El acuerdo fue firmado por la UNITA, el FNLA, el MPLA y el Gobierno de Portugal, excluyendo de él al Frente para la Liberación del Enclave de Cabinda y a la Revuelta del Este. La coalición de fuerzas de liberación que firmó el Acuerdo de Alvor estableció un gobierno, que cayó pronto debido a los sentimientos nacionalistas de las distintas facciones, que dudaban de las demás e intentaron tomar cada una el control del gobierno por la fuerza, dando lugar a la guerra civil de Angola.

## Negociaciones
Funcionarios izquierdistas del gobierno destituyeron al gobierno de Marcelo Caetano en Portugal durante la Revolución de los Claveles, el 25 de abril de 1974. La UNITA, el FNLA y el MPLA negociaron cada uno por separado acuerdos de paz con el gobierno provisional de Portugal y comenzaron a luchar unos con otros para controlar el país y Luanda, su capital. Holden Roberto, António Agostinho Neto y Jonas Savimbi se reunieron en Bukavu (Zaire, actual República Democrática del Congo) en julio, y acordaron negociar con el Gobierno de Portugal como una única entidad política. Volvieron a reunirse en Mombasa, Kenia, el 5 de enero de 1975 y acordaron dejar de lucharse y consiguieron una posición negociadora conjunta sobre una nueva constitución. Se reunieron por tercera vez en Alvor (Portugal) del 10 al 15 enero y firmaron lo que se conoce como el Tratado de Alvor.